# Церковь Христа Спасителя (Сыктывкар)

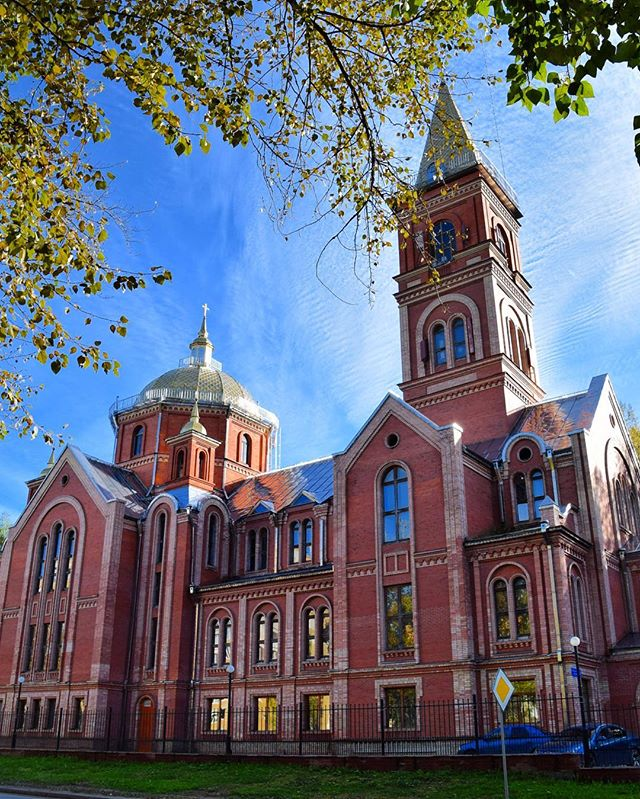
Фото дома молитвы церкви «Христа-Спасителя» христиан-баптистов города Сыктывкара

Дом молитвы христиан-баптистов города Сыктывкара (иногда именуется Церковь «Христа Спасителя» или Баптистская церковь) — центральное культовое сооружение евангельских христиан-баптистов в Сыктывкаре. Здание построено в 1995 году. Одно из крупнейших протестантских храмовых сооружении в СНГ. Расположено по адресу: Сыктывкар, Октябрьский проспект, дом 35.
Церковь, проводящая богослужения в этом здании, основана в 1943 году, и является одной из пятнадцати ныне действующих церквей данной конфессии в этом регионе.

## История общины
Верующие данного исповедания в Коми Республике, согласно архивам областного комитета КПСС, впервые упоминаются в 1920 году. Точное появление христиан-баптистов в Усть-Сысольске не известно. Ныне действующая община ведёт свою историю с момента первого известного крещения по евангельскому учению в 1943 году:

В сентябре 43-го, лишь начал брезжить рассвет, на реке Сысоле было совершено первое известное нам крещение. В завет с Господом вступил Павел Васильевич, его жена, сестра жены Анна и дочь Галя, ученица 10 класса. Крестил их брат Николай Антонович. Так были положены первые камни в создании церкви евангельских христиан-баптистов в Сыктывкаре..
Церковь евангельских христиан-баптистов Сыктывкара была образована сосланными за веру из разных регионов бывшего Советского Союза в 30-х годах XX века.

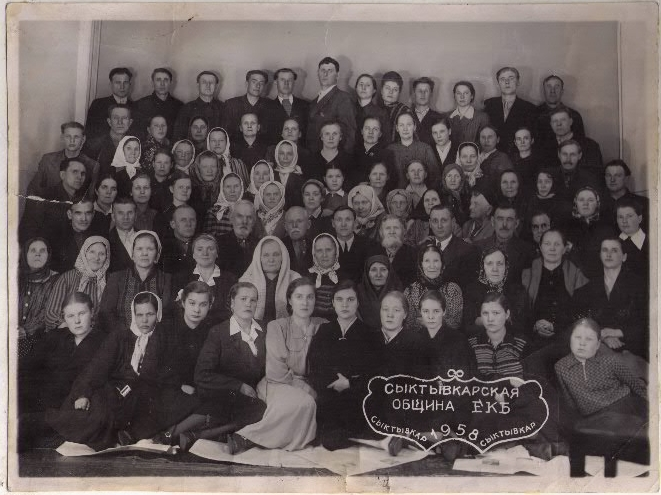
Община баптистов Сыктывкара 1958 год

В 1950 году численность членов церкви превысила 100 человек. С 1952 года церковь ходатайствовала о регистрации общины и выделении места для проведения служений. Первые 40 лет существования церкви явились серьёзным испытанием для верующих. Атеистическая власть боролась с существованием церкви самыми различными способами (штрафы за проведение собраний, аресты служителей, сообщение на рабочие места о посещении богослужений). В 1956 году на средства верующих был открыт первый молитвенный дом, который располагался по улице Советской. Однако рост количества верующих приводил к тому, что места становилось все меньше и община часто «переезжала». Некоторое время богослужения проводились в бараке на месте, где сегодня построен дом молитвы. В 1961 году церковь приобрела дом по переулку Депутатскому 8, перестроив который собиралась там до 1991 года.
Изменение в 90-е годы отношения власти к верующим и большой рост общины подвигли служителей церкви ходатайствовать перед администрацией города о выделении места под строительства нового дома молитвы.
Вскоре Совет архитекторов Сыктывкара выделил место под строительство в парке им. Мичурина. Здание, стоит на возвышенности в непосредственной близи с пересечением двух главных улиц города: улицы Коммунистической и Октябрьского проспекта. Проект здания разрабатывал архитектор Эрик Павлович Булатов и Павел Павлович Резников.
В 1991 состоялось освящение фундамента нового Дома молитвы. В возведении здания участвовало большое количество бригад верующих христиан-баптистов с Молдавии, Украины, Ставропольского края.
Материальную помощь общине при строительстве оказывало большое количество промышленных предприятий и учреждений Коми Республики, которые жертвовали стройматериалы.
На сегодняшний момент ведутся строительные работы по благоустройству прилегающей к церкви территории, продолжаются работы по отделке основного зала.
В то же время регулярные служения в Доме молитвы в парке им. Мичурина проводятся с 1993 года. В доме молитвы функционирует библиотека, воскресная школа, а также различные служения (социальное, детское, молодёжное и т. д.). С 1950-х годов при церкви действует хор, развивается детский хор, служение милосердия. По субботам в церкви кормят бездомных. Церковь так же оказывает помощь желающим избавиться о наркотической и алкогольной зависимости.

## Символ города
Дом молитвы стал одним из ярких символом города Сыктывкар. Его изображение встречается в сувенирной продукции на магнитах и т. п. Здание, окруженное хрущевками советской постройки является украшением города и стало его легендой. Средства массовой информации назвали это здание «одним из самых грандиозных сооружений Сыктывкара». До 2007 года крест на башне церкви являлся самой высокой точкой Сыктывкара.